# Genlisea stapfii
Genlisea stapfii är en tätörtsväxtart som beskrevs av A. Chevalier. Genlisea stapfii ingår i släktet Genlisea och familjen tätörtsväxter. Inga underarter finns listade i Catalogue of Life.